# Godegizel
Godegizel bio je kralj Burgunda (Drugo Burgundsko Kraljevstvo) između 473. i 500. godine.
Godegizel je bio sin burgundskog kralja Gundioka i nećak gospodara Zapadnog Rimskog Carstva Ricimera. Braća su mu bili Gundobad, Godomar i Kilperik. Kad je Gundiok umro 473. godine, Gundiokova burgundska država podijeljena je njegovoj četvorici nasljednika. 
Godegizelova državina imala je sjedište u Viennei i Ženevi, Gundobadova u Lyonu, Hilperikova u Valenceu i Gundomarova u Viennei.